# Carrapateira
Carrapateira è un comune del Brasile nello Stato del Paraíba, parte della mesoregione del Sertão Paraibano e della microregione di Cajazeiras.